# Hemicordylus capensis
Hemicordylus capensis — вид ящірок родини поясохвостів (Cordylidae). Ендемік Південно-Африканської Республіки.

## Поширення і екологія
Hemicordylus capensis мешкають в Капських горах, від Седерберга до Камманассіберга. Вони живуть на гірських схилах, де трапляються в тріщинах серед скель. Живородні, народжують 1-3 ящірки.